# الإمبراطورية الأكدية
الإمبراطورية الأكدية كانت أول إمبراطورية قديمة في بلاد ما بين النهرين، بعد الحضارة السومرية المديدة. تمركزت في مدينة أكد (سومرية: أگد وحسب التأريخ التوراتي أكد) وفي المناطق المحيطة بأكد في منتصف بلاد الرافدين (حالياً العراق). وقد وحدت الإمبراطورية متحدثي اللغتين الأكدية (الآشورية والبابلية) والسومرية تحت ظل حكم واحد. كما مارست الإمبراطورية الأكدية نفوذها عبر بلاد ما بين النهرين والشام والأناضول، حيث أرسلت بعثات عسكرية إلى أقصى الجنوب مثل دلمون ومجان (البحرين وعمان الحديثتان) في شبه الجزيرة العربية.
تقع مدينة أكد على الضفة الغربية لنهر الفرات بين زمبير وكيش (في العراق 50 كم جنوب غرب مركز بغداد). على الرغم من الأبحاث واسعة النطاق، لم يتم العثور على الموقع بوجه دقيق. أزدهرت الحضارة الأكدية خلال الفترة 2200 - 2400 ق.م ووصلت ذروتها، عقب غزو سرجون الأكدي. في عهد سرجون وخلفائه، تم فرض اللغة الأكدية لفترة وجيزة على الدول التي تم فتحها مثل عيلام وجوتيوم.
خلال الألفية الثالثة قبل الميلاد، نشأ تكافل ثقافي بين السومريين والأكديين، والذي تضمن تعدد لغوي على نطاق واسع. الأكدية، لغة سامية شرقية، حلت محل اللغة السومرية تدريجياً كلغة منطوقة في وقت ما بين الألفية الثالثة والثانية قبل الميلاد (إن التأريخ الدقيق موضع نقاش). وبسبب السياسات الأكدية نحو الاستيعاب اللغوي، أخذت أكد هذا الاسم من اللهجة السامية الغالبة: اللغة الأكدية، تعكس استعمال أكدو («في لغة أكد») في الفترات البابلية القديمة كدليل على وجود نسخة سامية للنصوص سومرية الأصل.

## تاريخ

### الأصل

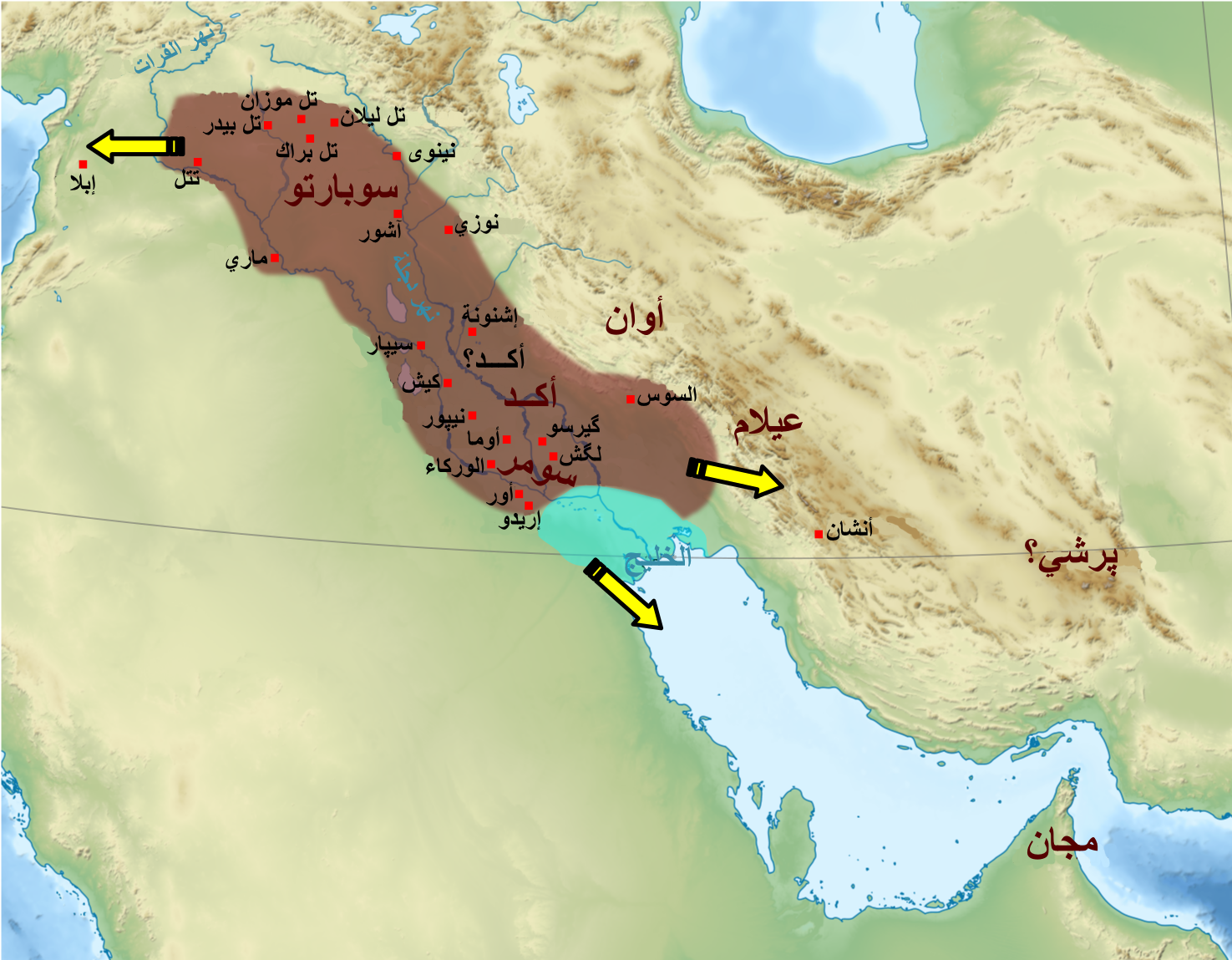
الإمبراطورية الأكدية في زمن سرجون الأكدي

المتحدثون باللغات سامية وجدوا في بلاد الرافدين خلال الألف الثالث ق.م بالهجرات سامية من بلاد الشام، وسرعان ماحققت الصدارة في بداية حكم السلالة الكيشية وعدد من المواقع شمال سومر، حيث هنالك بدأ الحكام ذوو الأسماء ذات الأصل السامي بإنشاء ممالكهم في الألفية الثالثة قبل الميلاد. واحد من هؤلاء، وجد تزامنا مع آخر حكام سومر، لوجال-ساجي-سي حاكم أوروك، كان الوشارشيد الذي بكبح النفوذ العيلامين وفقا للنصوص في نيبور. ومن بعدها بداية تكوين إمبراطورية إقليمية.
وقد كان سرجون هو أول حاكم لإمبراطوريتي أكد وسومر، ومن الجدير بالذكر أنه قد تم اكتشاف أن هناك توسعات سبقت توسعات سرجون على يد ملوك سومريين.

### البداية
ظهر سرجون في مدينة كيش في نحو عام (2350 ق م) واستطاع الاستئثار بالسلطة وسرعان ما شكل جيشا فتح به المدن المجاورة لكيش، ولم يقف عند ذلك بل خاض معارك طاحنة ضد (لو كال زاكيزى) ملك أوروك حتى تغلب عليه وأخضع دويلات المدن السومرية الأخرى وكان ذلك في نحو (2340 ق م) ووحد منطقة الهلال الخصيب وأخضع الأناضول وعيلام ومنطقة الخليج العربي فصارت أقطار الشرق الأوسط تحت حكمه في إمبراطورية شاسعة الإطراف، اتخذ مدينة أكد[ ؟ ]عاصمة لها. ولم يعرف موقع هذه المدينة حتى اليوم بصورة أكيدة ولعلها تقع في المنطقة الوسطى من العراق حالياً بالقرب من بابل وسبار بجوار مدينة المحمودية الحالية.

### سرجون (2371 – 2316) ق.م

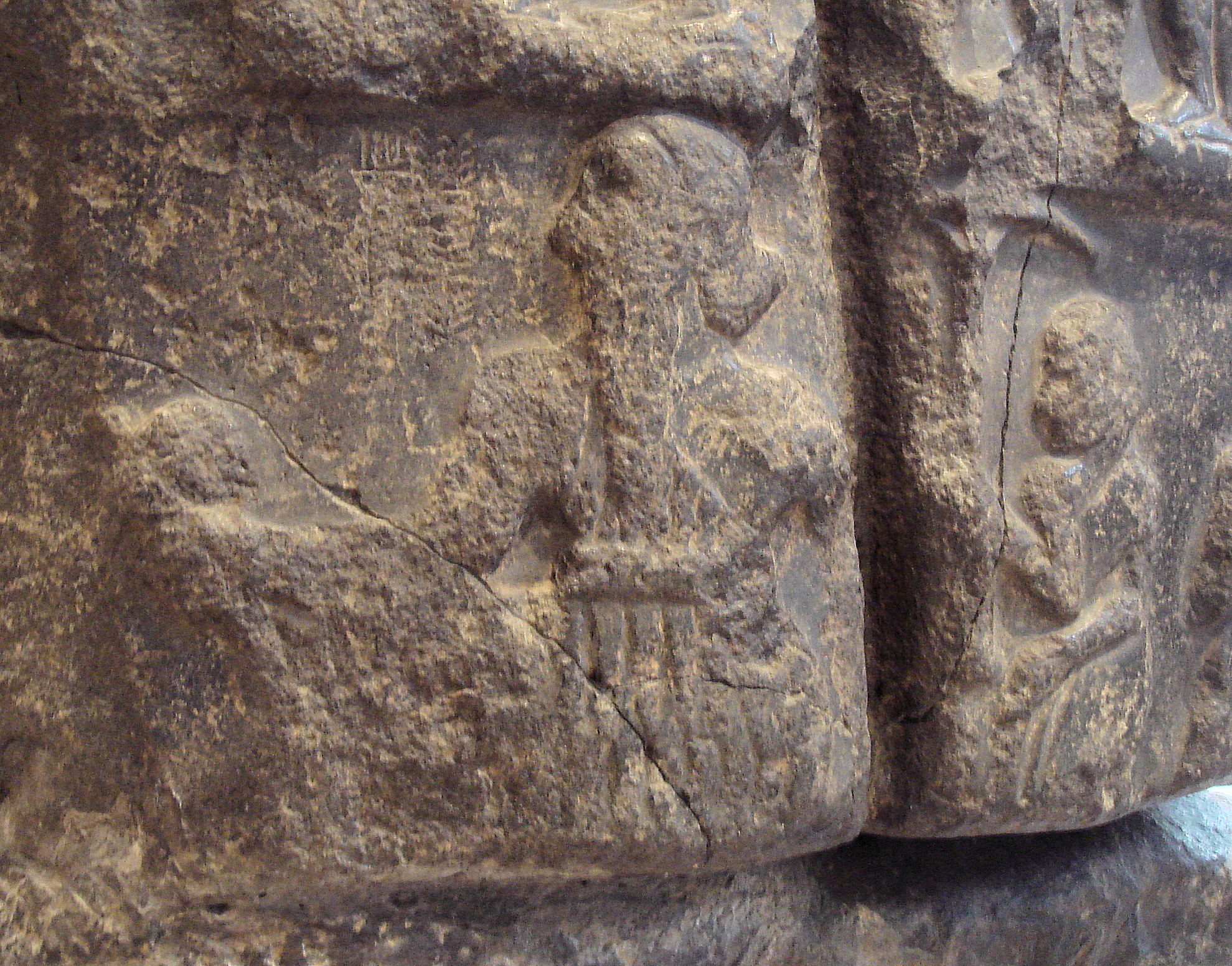
سرجون على مسلة النصر، بشعر مكور، ممسكًا صولجانًا ويرتدي معطفًا ملكيًا نفهًا على كتفه الأيسر بحزام كبير (إلى اليسار)، يتبعه خادم يحمل مظلة ملكية. يظهر اسم سرجون في الكتابة المسمارية ("الملك سرجون") بصورة شبه تالفة أمام وجهه. متحف اللوفر.

ومعنى اسمه «شار أوكين» الملك الصادق أو الشرعي أو الثابت وتخبرنا النصوص عن نشأته، بأن والدته كانت من نساء المعبد، وأن والده غير معروف، ولما ولد وضعته والدته في سلة ورمته في الفرات حيث عثر عليه بستاني ورباه فلما ترعرع وشب شملته الآلهة عشتار بعطفها وحبها ثم تدرج في الوظائف حتى ارتقى إلى خدمة ملك كيش (أور زبابا) بل استولى أخيرا على العرش وبنا مدينة أكد وجمع حوله جيشاً واخضع غرب آسيا.
حكم سرجون 56 سنة جلب خلالها الرخاء للشعب واستتب الامان في كل مكان ونشر المعارف والعلوم والفنون والكتابة. وقد وجدت ألواح من الطين مكتوبه بالخط المسماري وباللغة الاكدية في كثير من المستعمرات البعيدة في الأناضول وعيلام وفي زمنه ترقت الفنون الجميلة وفي المتحف العراقي رأس تمثال بالحجم الطبيعي من البرنز وجد في نينوى[ ؟ ]لعله يمثل سرجون نفسه وقد يمثل حفيده نارام سين ويعتبر من اثمن القطع الفنية واجملها وأدقها تعبيرا. وبعد وفاة سرجون في نحو عام (2284 ق م) تبعه ولداه ريموش ثم مانشتوسو وقد بدل كل منهما قصارى جهده للإبقاء على كيان الإمبراطورية الشاسعة حتى تولى الحكم حفيده نارام سين.

هزم سرجون الأكدي لوغال زاغيسي وأسره في معركة الوركاء وغزا إمبراطوريته. وتعود أقدم الأرشيفات باللغة الأكدية إلى فترة سرجون. وقد زُعم أن سرجون هو ابن لايبوم أو إتي بيل، وهو بستاني متواضع، ومن المحتمل أن يكون كاهنًا لعشتار أو إنانا. تقول إحدى الأساطير المتعلقة بسرجون في العصر الآشوري ذلك:
كانت والدتي مَبدولة، ولم أكن أعرف والدي. وقد أحبَّ أخوة والدي التلال. مدينتي هي آزو بيراني (حقول الأعشاب البرية)، التي تقع على ضفاف نهر الفرات. حبلت أمي المبدولة بي. وولدتني سرَّاً. ووضعتني في سلة من الأسل وسدت فتحاتها بالقار. وألقتني في النهر ولم أغرق. حملني النهر وحملني إلى آكي، غراف الماء. وانتشلني آكي، غراف الماء، الطيب القلب، من المياه. ورباني آكي، غراف الماء، وكأنني ابنه. وصرت بستاني آكي، غراف الماء. وحين كنت بستانيا، مال قلب عشتار إليّ. فأصبحت ملكا وحكمت طوال خمسة وأربعين عاما.

### ریموش (2315-2307) ق.م

#### أوري - مُش Uri - Mush (ثعبان أكد)
ريموش كان الابن الأصغر لوالده سرجون لكنه خلف والده مباشرة وحكم لتسع سنوات، قد يكون معنى اسمه (ثعبان أوري) أو (ثعبان أكد). وعُرف في نقوشه بأنه ملك البحر الأعلى (المتوسط) والبحر الأسفل (الخليج العربي). استلم الحكم بعد أبيه واستمر فيه سبع سنوات، وصادف عهده ثورات داخلية كثيرة بسبب سعة الإمبراطورية وضمها لأمم وشعوب كثيرة سعى بعضها إلى الاستقلال. أول الساعين للثورة والعصيان هو ملك عيلام أبال - جاماش وقمع حركته وأسره واقتاده أمام معبد الشمس في سيبار وأخضع بقية مدن عیلام مرتين.
وحدثت ثورات داخل المدن السومرية مثل أوما وكسالو، رغم أن ریموش استخدم العنف ضد السومريين لكنه حاول استمالتهم أيضا حين جعل من اللغتين السومرية والأكدية أساسا الإدارة الدولة وقدم للإله إنليل تمثالا من الرصاص منقوشًا بالسومرية لأهل سومر. كانت النزاعات داخل البلاط الملكي كثيرة وكان هناك من يلوم ریموش على سياسته العنيفة مع السومريين، وقد اشتدت الخلافات وأدت لاغتيال ريموش وتولى أخوه مانیشتیشو الحكم بعده.

### مانیشتیشو (2306 -2262) ق.م

#### (منیس Menes)
مانیشتیشو هو ثالث ملوك الإمبراطورية الأكدية وهو ابن الملك سرجون الأول والملكة تاشلولتوم تولى الحكم بعد وفاة أخيه ريموش في سنة 2276 ق.م لكن بالرغم من توليه العرش لم يتمكن من الاستيلاء على المدن السومرية التي استقلت في عهد أخيه والعيلامية التي استقلت قبل فترة قليلة من نهاية حكم والده سرجون الأول وتوفي في سنة 2261 ق.م وتولى الحكم مكانه ابنه نرام سين.
كان مانیشتیشو عكس أخيه تماما فقد اتبع سياسة سلمية مع السومريين والعيلاميين وحصد ثمارها في استقرار واضح ونهضة فنية وتجارية وحضارية. المعركة الوحيدة التي خاضها هي عندما أعلن (32 ملكة من مدن ما وراء البحر) الثورة عليه فجهز حملة عسكرية وأعاد إخضاعهم. وقد وضع مانیشتیشو سياسته الزراعية في مسلة من حجر الدیوریت نصبت في مدينة (سیبَّار) واشترى كثيرًا من العقارات والأراضي الزراعية الواسعة في مدن سومرية منها كیش وأوما. كانت فتوحاته رغم طابعها الاقتصادي تهدف إلى تعزيز الحكم الأكدي بوجه عيلام الناشطة بقوة في مناطق الخليج العربي.
إن الإمبراطورية الأكدية في عصر مانس ناظرت الإمبراطورية المقدونية في عهد الإسكندر، فكلاهما امتدت من مصر إلى الهند أفقيا، ومن كريت إلى الخليج العربي وشمال الجزيرة العربية عموديا، لكن المؤرخين يهملون مانس الذي سبق فتوحات الإسكندر بألفين وخمس مئة سنة، ويمجدون ما فعله الإسكندر المقدوني، رغم أن ما فعله مانس كان نقلا لحضارة بلاده إلى البلدان الأخرى، ومنها الكتابة والتعدين والأختام الأسطوانية والزقورات التي ستصبح (أهرامًا في مصر) وعبادة الشمس وفن النحت وبناء السدود والقنوات وأنسجة الكتان وفن الحلي وقبور الدفن المزودة بالنذور لما يكفي في العالم الآخر، والأسلحة، وأدوات الزراعة والبناء وغيرها، كل هذه حملها مانس وأباطرة عراقيون سبقوه وتلوه إلى أصقاع العالم دون إشارة إلى عنف أو تدمير أو قتل أو حرق كما تفعل جيوش الغزاة.

### نارام سين (2291 – 2255) ق.م
استطاع نارام سين إعادة فتح الأقطار التي كانت تحت حكم جده سرجون وإخضاعها ثانية وأضاف إليها مقاطعات جبلية كمنطقة اللولوبيين في جبال زاكروس واخضع العيلاميين وقد خلد نرام سن فتوحاته هذه في مسلة كبيرة من الحجر تمثله على رأس جيشه في منطقة جبلية وعره والمسلة اليوم من معروضات متحف اللوفر بباريس وجدتها البعثة الفرنسية قبل أكثر من نصف قرن في سوسة[ ؟ ]عاصمة العيلاميين في إيران وقام نرام سن بإعمال عمرانية واسعة فنظم الحياة الاجتماعية في البلاد وسار على القوانين الموحدة التي نشرها جده سرجون وجعل اللغة الاكدية لغة رسمية في جميع الهلال الخصيب. وبعد إن حكم 37 سنة تولى الحكم بعده ابنه.

### شار كالي شري (2254 – 2230[31]) ق.م
بذل شار كالي شري ما في وسعه للمحافظة على الإمبراطورية الواسعة ولكن مساعيه كانت دون جدوى إذ إن كثيرا من المقاطعات البعيدة انفصلت عن المركز وتحركت في زمنه وما بعده جموع من سكان الجبال الشرقية عرفوا بالكوتيين كما إن السومريين كانوا يتحينون الفرص في الداخل للاستقلال بمدنهم القديمة. وبعد وفاة شار كالي شري توالى على الحكم بعده سنة ملوك ضعفاء حكموا من (2198 – 2195 ق م) انفصلت خلال حكمهم أكثر المقاطعات واستقلت بعض المدن السومرية مثل اوروك حتى ان ثبت الملوك كان في حيرة من أمره فيذكر انه أصبح من الصعب معرفة من كان ملكا منهم ومن لم يكن. وأخيرا زحفت أقوام الكوتيين من المناطق الجبلية ونزحت نحو أواسط البلاد وفتحت بلاد أكد وسومر وخربت المدن فعم الخوف والذعر في البلاد وكان في ذلك القضاء على المملكة الاكدية في نحو عام (2159 ق م) بعد أن حكمت زهاء القرنيين.

### الملوك الثلاثة الضعفاء (2192 -2154) ق.م

#### (إيلولو،دودو،شودورول)
يشكل هؤلاء الملوك الثلاثة الأنفاس الأخيرة التي أصبحت الإمبراطورية الأكدية تلفظها. فقد استمر تداعيهم 38 عامًا اجتاحت فيه قبائل الكوتيين المدن الأكدية وانفصلت كل المدن والشعوب التي خضعت للأكديين. وهناك من يرى أن سلالة أوروك السادسة (أو الثالثة) استلمت زمام المبادرة في حكم وادي الرافدين لمدة قرن تقريبا بعد شودورول ثم حكم الكوتيون البلاد، وكانت أكد قد سقطت نهائياً.

### نهاية الأسرة الأكدية
سقطت الإمبراطورية الأكدية، ربما في القرن الثاني والعشرين قبل الميلاد، في غضون 180 عامًا من تأسيسها، مما أدى إلى «عصر مظلم» مع عدم وجود سلطة إمبراطورية بارزة حتى سلالة أور الثالثة.
تولى الحكم بعد نارام سین ملوك ضعفاء لم يستطيعوا الحفاظ على سلطة الدولة الأكدية، وقد انتهزت القبائل الكوتية (الجوتيين) ضعفهم وهاجمت البلاد خصوصًا أنَّ هناك اضطرابات داخلية قد حصلت في البلاد على يد العناصر السومرية والمدن السومرية الواقعة تحت الحكم الأكدي. وانتهى حكم آخر ملك أكدي على يد (الكوتیین).

## الحكومة

### المظهر السياسي

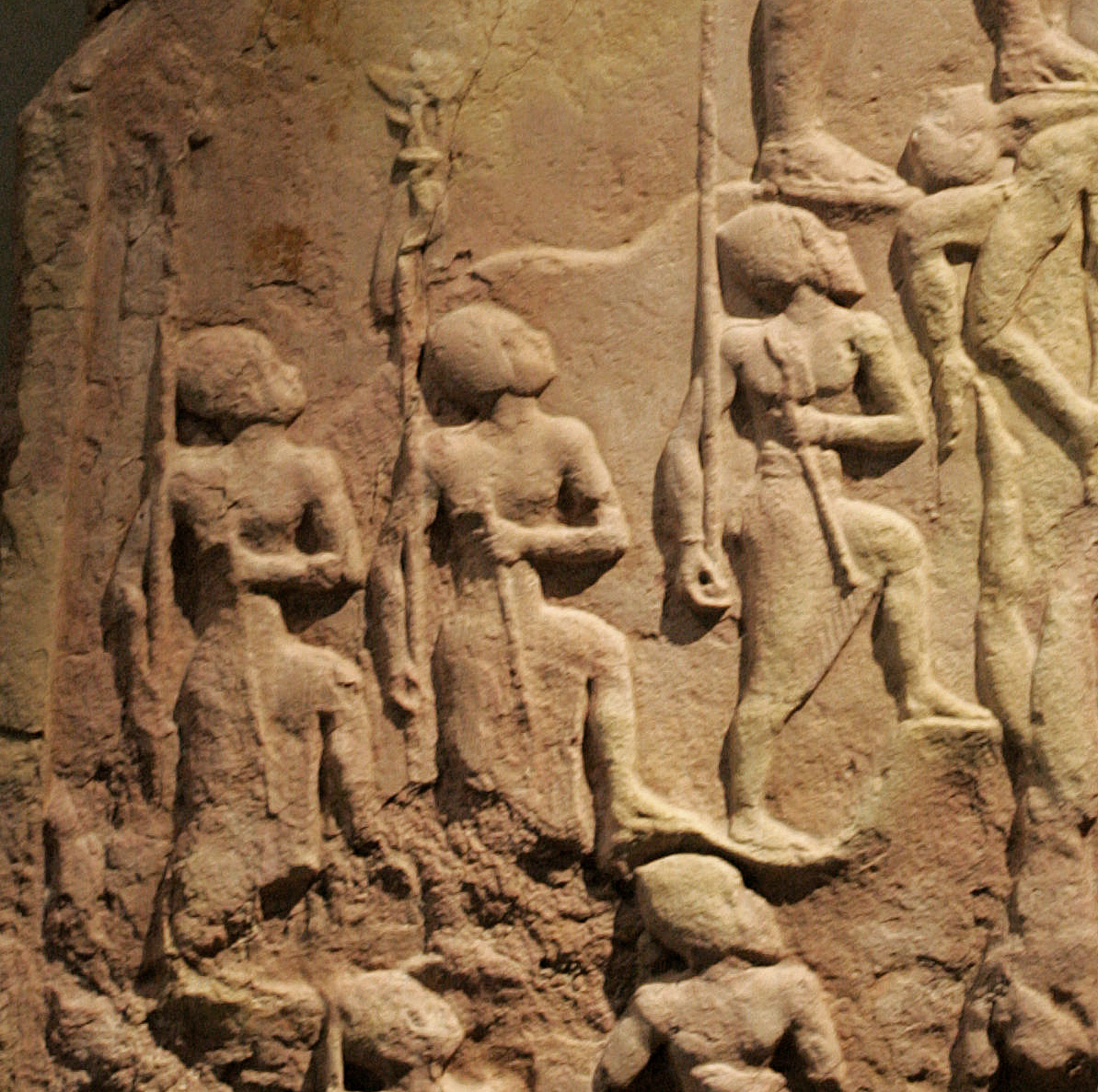
جنود الإمبراطورية الأكدية على مسلة النصر لنارام سين، حوالي 2250 قبل الميلاد

كان السومري (لوگال زاكیزي) قد اتخذ لقب (ملك القطر) و(ملك سومر) فأبقى سرجون الأكدي على هذا اللقب، وحين توسع بدولته خارج وادي الرافدين وأصبحت إمبراطورية اتخذ له لقب (ملك الجهات الأربع) وهو بالأكدية (شار كبرات أربعيم أو عربيتم) وبالسومرية (لوجال أن - أوبدا لموا - با)، واستعمل هذا اللقب حفيده (نارام سين) أيضا. إنَّ هذا اللقب الأخير كان يستعمل للآلهة الكبار مثل آنو، وإنليل وشمش. بحكم سيطرتهم على الكون، وهذا يعني أن الملوك صاروا يتشبهون بالآلهة من جهة ويسعون إلى حكم شمولي إمبراطوري من جهة أخرى.
تشير نصوص سرجون إلى أنه قد استطاع أن يسيطر على بلاد سومر جميعها، وأنه بدأ بالزعيم «لوجال زاجيزي» (لوگال زاكیزي) بنزع ألقابه الدينية والدنيوية ثم يخلعها على نفسه، وربما يدخل في نطاق هذا الهدف إقامة ابنته «أنخيدوانا» في وظيفة كبيرة كاهنات إله القمر السومري «نانا» (ننا - أو ننار) معبود مدينة أور، وهو تقليد بدأه سرجون ثم استمر بعد ذلك كامتياز لأخوات وبنات الملوك، الأمر الذي فعله كذلك الفراعنة المصريون عندما جعلوا من زوجاتهم، ثم بناتهم فيما بعد، زوجات للإله أمون.
النزوع نحو تأليه الملوك الأكديين لأنفسهم شمل أيضا وضع علامة الألوهية (دنجير) أمام أسماء بعضهم، وإدخال اسم الملك مع أسماء الآلهة في العقود القانونية، وجر هذا إلى تعاظم وضع القضاة فاصبحوا يحكمون باسم الملك. ومن المظاهر الشمولية والمركزية لسرجون الأكدي أنه جعل لكل دولته تقويما واحدا مركزيا بعد أن كان لكل مدينة تقويمها الخاص شهورا وأعيادا وآلهة.

### المظهر الاجتماعي
كانت الأسرة نواة المجتمع وهي مقيدة بأعراف الزواج وتربية الأبناء وكانت للزوجة حقوق ثابتة رغم وجود قانون للطلاق. أما القضاء في المجتمع فكانت تنظمه القوانين والشرائع التي ظهرت في العصر السومري القديم، رغم أن المجتمع الأكدي كان أكثر ميلا إلى البداوة منه إلى التحضر، فكان المجتمع ينقسم إلى طبقات اجتماعية.
- من الأمور المهمة التي أوجدها سرجون هو إدخال اسم الملك في العقود مع أسماء الآلهة، وكان هذا أمرا مهما من وجهين، فأولا يعني طاعة الملك والتمسك بولائه، وثانيا تثبیت حقوق المتعاقدين، فإن الذي يحل شروط العقد بعد أن أقسم باسم الملك يسيء إلى الملك نفسه. ولذلك اتسعت صلاحية القضاة الذين كانوا قبل سرجون أشبه ما يكونون بالمحكمين، ولكن صار حكمهم منذ العهد الأكدي إلزاميا باسم الملك. وبموجب هذا العرف الجديد يكون سرجون قد أوجد بوجه عمل محكمة الاستئناف للبلاد حيث كان هو على رأسها وهي مستقلة عن المدن المختلفة، وهذه خطوة مهمة في تطور العراق القديم وتطور شرائعه.
- ظهور التقويم الموحد، لمجمل البلاد وتخطي تقويم المدن الخاصة وانسحب هذا على ظهور الأعياد المركزية الكبرى للبلاد كلها.

كان الأكديون يهتمون كثيرا بالحصول على المعادن لأسباب صناعية وعسكرية وكان وادي الرافدين قليل المعادن فبحثوا عنه خارجه، ومع ذلك عرف الأكديون نحاس مناطق كیماش التي تقع عند المرتفعات الواقعة جنوب كركوك (ولعلها مناطق جبال حمرين) إضافة إلى استيرادهم للنوع المعروف من مناطق جبال طوروس. كذلك كانت مناطق بوغازكوی وكول تبه في تركيا من المصادر الأخرى التي استورد منها العراقيون النحاس ومنه النوع الذي يوصف بالنحاس الأسود وهو الأوكسيد المشوب ببعض خليط النحاس والرصاص والنيكل، وكان الأخير يصفى للتخلص من خاماته وهو ما يدعى بالخبث. كذلك يذكر النحاس المستورد من مناطق الخابور.

### المظهر الديني

#### المعتقدات
كان الأكديون يعبدون مجموعة من الآلهة، ولكنهم أظهروا ميلا أكبر للآلهة السماوية وخصوصا الإله شمش الذي كان إله الشمس، وبقي إله الهواء إنليل أحد أكبر آلهتهم. وكانت المعابد على غرار المعابد السومرية، والكهنة ينقسمون إلى طبقات وازداد الميل نحو كھانة العرافة (قراءة المستقبل) وظهرت التعاويذ السحرية في العلاج الروحي، وعقائد ما بعد الموت.

#### الأساطير الأكدية
تبني الأكديون أساطير أسلافهم السوبريين فقد كانت ديانتهم كوكبية تهتم بعبادة الشمس والكواكب. ويعتبر إله الشمس (شمش) من الناحية العملية هو الإله القومي لهم. كان السومريون يسمون إله الشمس (أوتو) و(أوتو أوبا أو أوتو بابا)، أي الشمس الأب. ويبدو أن عبادة الشمس السوبرية انتقلت قبل وخلال ظهور الأسرة الأكدية إلى مصر، وسيظهر هذا في مصر على شكل حورس أو رع (رأي) أو الراعي. أما اسم أتون فله علاقة وطيدة باسم أوتو السومري.
لقد تبنى مانس المحارب أو مانیشتیشو صقر الشمس كرمز دال على الشمس كما فعل أسلافه سابقا، وقد انتقل هذا بدوره إلى مصر وأصبحت علاقة الشمس بالصقر والنسر وطيدة ودالة على الذكورة والبطولة والقوة والصعود، وهذا من أصداء الانقلاب الذكوري الذي قام به السوبريون في الألفين السادس والخامس قبل الميلاد على الديانة الأمومية الخصيبة.
كان الإله القومي للأكدیین هو (شمش) إله الشمس متماهيًا مع إله السماء (آنو) بسبب العلامة الدالة عليهما، فقد كانت الأشعة الثمانية تعني بشكل عام (إله) وهو (بالسومرية دنجر أو بالأكدية إيلو) وهذا الرمز يشير حصرا إلى الإله (آنو) الذي يتماهى مع الإله (إيل) ويعطي من شكل كتابته عن طريق علامة مسمارية متصالبة رمزية مشتركة مع الإله الشمس (شمش) وهذا يعطي شمش المنزلة الرفيعة التي تقترب من التفريد في الديانة الأكدية. وكان للآلهة ذات الطابع الشمسي مكانة كبيرة وكذلك للإلهة عشتار وتموز (إلها الحب والخصب).
وقد تطورت، منذ السومريين، الرمزية العددية للآلهة وبقيت كما هي حين تغيرت أسماء الآلهة من السومرية إلى الأكدية، كما في هذا المخطط الذي يوضح اسم الإله ويحصر بين قوسین اسما بالأكدية ويضع خلفه اسم زوجته بالسومرية والأكدية (بين قوسين أيضا).

#### ثبت الآلهة الأكدية
- أدد (أدو): إله العاصفة
- آنو: إله السماء العالي، وزوجته (آنتو، آنتوم) وهي (كي الأرض)
- أرازو: إله البناء
- بعل: إله الطقس معناه (السيد)
- بعلت صيري: سيدة العالم الأسفل
- كالا: شياطين العالم الأسفل الذين يقودون كوكال
- أنا: ثور السماء الأعظم وهو أحد أسماء (مسلامتابا) أي نرجال
- جارو: الإله الثور المرتبط بالإله القمر (سین)
- إيلابرات: رسول آنو
- عشتار: إلهة الحرب والحب
- لیباتوم، لومها، كولا: إلهة الطابوق
- الاز: إلهة العالم الأسفل الكبرى وهي تقابل (أرشكيجال) السومرية
- الاولال: حامية مدينة بادتبيرا (بالأكدية لاتراك)
- مدانوا (مادانا): قائد آلهة الأنوناكي.[44]